# Bussières (Saona i Loara)
Bussières to miejscowość i gmina we Francji, w regionie Burgundia-Franche-Comté, w departamencie Saona i Loara.
Według danych na rok 1990 gminę zamieszkiwały 463 osoby, a gęstość zaludnienia wynosiła 113 osób/km² (wśród 2044 gmin Burgundii Bussières plasuje się na 486. miejscu pod względem liczby ludności, natomiast pod względem powierzchni na miejscu 1284.).

## Współpraca
Miejscowość partnerska:
- Martelange, Belgia